# Claus Limbek
Claus Limbek (død efter 1368) var slesvigsk adelsmand og dansk drost. 
Han kom til landet med den holstenske grev Gerhard (Gert), der gav ham Kalø Len. Efter drabet på grev Gerhard i Randers i 1340 sluttede Claus Limbek sig til den unge kong Valdemar Atterdag, som udnævnte ham til drost. Han tilsluttede sig stormændene, der var utilfredse med kongen, og i 1351 var han blandt anstifterne af et oprør i Jylland. Han blev atter forligt med kongen, men allerede i 1357 var den gal igen, og han deltog i den jyske adels oprør fra 1357 til 1360. Han beholdt dog stillingen som drost, men da han sidste gang omtales i 1368, var han igen med i et nyt oprør.